# تجاويف هنلي
تجاويف هنلي هي تجاويف مجهرية موجودة في جيوب متناثرة من أقسام الملتحمة حول مقلة العين. وهي مسؤولة عن إفراز الميوسين، وهي مادة بروتينية تشكل الطبقة الداخلية من الدموع. تغطي تجاويف هنلي القرنية لتوفر طبقة محبة للماء والتي تسمح بتوزيع طبقة متساوية من الدموع. تسمح طبقة الميوسين للدموع بالانسياب عبر سطح العين. سميت تجاويف هنلي على اسم عالم التشريح الألماني  فريدريش غوستاف جاكوب هنلي (1809-1885).
جزء تشريحي آخر يُسمى غدد مانز والتي تؤدي وظيفة مماثلة. فهي تقع في ملتحمة مقلة العين، مرتبة في حلقة حول القرنية، بالقرب من تقاطع الصلبة. كما أنها هي المسؤولة عن إفراز الميوسين في الدموع.